# This Is 40
This Is 40 är en amerikansk långfilm från 2012 i regi av Judd Apatow, med Paul Rudd, Leslie Mann, Maude Apatow och Iris Apatow i rollerna. Filmen är en fristående uppföljare till På smällen.

## Handling
Det äkta paret Pete (Paul Rudd) och Debbie (Leslie Mann) har två döttrar, 13-åriga Sadie (Maude Apatow) och 8-åriga Charlotte (Iris Apatow). Debbie har just fyllt 40 och paret måste nu komma fram till hur de ska överleva resten av sina liv tillsammans.

## Rollista
| Paul Rudd        | – Pete           |
| Leslie Mann      | – Debbie         |
| Maude Apatow     | – Sadie          |
| Iris Apatow      | – Charlotte      |
| Jason Segel      | – Jason          |
| Charlyne Yi      | – Jodi           |
| Tim Bagley       | – Dr. Pellegrino |
| Melissa McCarthy | – Catherine      |
| Megan Fox        | – Desi           |
| Albert Brooks    | – Larry          |
| John Lithgow     | – Oliver         |
| Ryan Lee         | – Joseph         |
| Lena Dunham      | – Cat            |
| Chris O'Dowd     | – Ronnie         |
| Robert Smigel    | – Barry          |
| Annie Mumolo     | – Barb           |